# Corinne Jorry
Pour les articles homonymes, voir Jorry.
Corinne Jorry, née le 23 avril 1943 est une costumière et chef costumière française pour le cinéma.
Elle a été nommée à quatre reprises pour le César des meilleurs costumes, qu'elle remporte en 1992 pour Tous les matins du monde d'Alain Corneau.
Elle a été aussi nommée lors des Oscars en 1992 pour les costumes de Madame Bovary de Claude Chabrol.

## Filmographie
- 1974 : Sweet Movie
- 1974 : Lacombe Lucien
- 1975 : Le Vieux Fusil
- 1975 : Les Bijoux de famille
- 1979 : Coup de tête
- 1979 : La Dérobade
- 1980 : Un mauvais fils
- 1980 : Inspecteur la Bavure
- 1981 : Plein sud
- 1982 : Les Quarantièmes rugissants
- 1983 : Au nom de tous les miens
- 1983 : Les Compères
- 1984 : Fort Saganne
- 1985 : Signé Charlotte
- 1986 : Charlotte for Ever
- 1988 : Au revoir les enfants
- 1991 : Madame Bovary
- 1991 : Tous les matins du monde
- 1994 : L'Enfer
- 1999 : Au cœur du mensonge
- 1999 : Pas de scandale
- 2004 : Un petit jeu sans conséquence
- 2006 : Odette Toulemonde
- 2007 : Le Deuxième souffle
- 2009 : L'Affaire Farewell

## Nominations et récompense
- 1985 : Nommée pour le César des meilleurs costumes pour Fort Saganne (partagé avec Rosine Delamare)[2]
- 1988 : Nommée pour le César de meilleurs costumes pour Au revoir les enfants
- 1992 : 
  - Nommée pour le César de meilleurs costumes pour Madame Bovary
  - Nommée pour l'Oscar de la meilleure création de costumes pour Madame Bovary[2]
- 1992 : César des meilleurs costumes pour Tous les matins du monde
- 2008 : Nommée pour le César des meilleurs costumes pour Le Deuxième souffle d'Alain Corneau